# Juan Carlos Oleniak
Juan Carlos Oleniak (* 4. března 1942 Buenos Aires) je bývalý argentinský fotbalový útočník českého původu. Je odchovancem Racingu Buenos Aires, s nímž vyhrál v roce 1961 argentinskou Primera División. Později působil v Chile, kde získal tři mistrovské tituly: 1965 a 1967 s Club Universidad de Chile a 1968 se Santiago Wanderers. S argentinskou reprezentací vyhrál v roce 1959 Panamerické hry a v roce 1963 získal stříbrnou medaili. Startoval také na olympijském turnaji 1960, kde vstřelil čtyři branky. Trenér Juan Carlos Lorenzo ho nominoval na mistrovství světa ve fotbale 1962, kde Oleniak nastoupil ve dvou zápasech, ale střelecky vyšel naprázdno.